# Хоакін Перес (вершник)
Хоакін Перес (ісп. Joaquín Pérez, 25 жовтня 1936 — 20 травня 2011) — мексиканський вершник.
Бронзовий призер Олімпійських Ігор 1980 (індивідуальний конкур), 1980 (командний конкур) років.
Срібний призер Панамериканських ігор 1971 року в командному конкурі.